# حبيب ثيام
حبيب ثيام (بالفرنسية: Habib Thiam)‏ هو منافس ألعاب قوى وسياسي سنغالي، ولد في 21 يناير 1933 في السنغال، وتوفي في 26 يونيو 2017 في داكار في السنغال. حزبياً، نشط في الحزب الاشتراكي السنغالي ‏.

## مناصب
- انتخب عضو الجمعية الوطنية في السنغال.
- انتخب رئيس الوزراء السنغال (15 مارس 1995 – 3 يوليو 1998).
- انتخب رئيس الوزراء السنغال (29 يوليو 1991 – 15 مارس 1995).
- انتخب رئيس وزراء السنغال [الإنجليزية]‏ السنغال (يناير 1981 – 3 أبريل 1983).

## روابط خارجية
- حبيب ثيام على موقع مونزينجر (الألمانية)
- حبيب ثيام على موقع أوليمبيديا (الإنجليزية)